# Ojos de Piedra
Ojos de Piedra es un grupo de rock, procedente de Córdoba, Argentina.

## Historia
Ojos de Piedra surge a mediados de 1998 en la ciudad de Córdoba, Argentina. Comenzaron a circular por el circuito local. Pasaron por pubs, bares y tablones, compartiendo escenario con bandas locales y algunas otras de Bs. As. (Mancha de Rolando, El Soldado, Estelares, Eppurse Muove, Vetamadre, Oisin, Cielo Razzo, entre otras), como así también internacionales que pasaron su nuestra ciudad. Además formó parte de la programación de COSQUIN ROCK 2005, presentándose en el segundo escenario junto a Pappo, Botafogo, Memphis la Blusera, entre otras, el mismo día en que tocaba Babasónicos, Catupecu Machu y Miranda. También volvieron a tocar en el festival en su edición del 2009. Su primer trabajo discográfco fue "Al Margen". Luego llegó "Marcas", distribuido en todo el país con el apoyo del sello Fonocal en coproducción con Topo Records, ambos de Buenos Aires. En 2006 se presentaron pasos en Capital Federal, tocando como invitados en la presentación del disco solista de Federico Gil Solá (ex Divididos) en El condado. Asimismo durante 2007 estuvieron presentes en distintos escenarios, como una antesala del nuevo disco, planificado para principios de año.
En el 2009 se repite la presencia de Ojos de Piedra en la edición 2009 de Cosquín Rock, tras formar parte del compilado Nuevas Tribus, en representación de las bandas más importantes de Córdoba. Se concretaron además en ese mismo año fechas en el interior y en la provincia de Bs. As. Actualmente Ojos de Piedra está grabando su próximo disco, producido por Esteban Lapasset, siendo el tercer trabajo discográfico de la banda, que ya tiene confirmada su actuación en el próximo Cosquín Rock 2011.

## Miembros
- Christian López Mascaró voz, guitarra, armónica
- Mario Carnerero (guitarra)
- Lucas Obregón Cano (bajo, coros)
- Juan Acuña (batería)

### Miembros pasados
- Ulises Lettos - voz (desde 1998 hasta 2001)
- Nicolás Daziano - Voz (2002 - 2004)
- Adrian "Abuelo" Vanadia - bajo, coros (desde ? hasta 2008)
- Leandro Borello - bajo
- Nicolás Sloog - bajo

## Discografía

### Álbumes
- Al Margen - 2004
- Marcas - 2006
- Esta Pasando Ahora - 2011